# Freiberger Altertumsverein
Der Freiberger Altertumsverein FAV wurde am 14. März 1860 als einer der ältesten städtischen Geschichtsvereine in Mitteldeutschland unter Federführung von Heinrich Gerlach gegründet. Stadterhaltung, Denkmalpflege und Geschichtsforschung standen im Mittelpunkt der Aktivitäten des Freiberger Vereins bis zur Auflösung nach 1945. Bis 1942 erschienen 71 Hefte der Mitteilungen des Freiberger Altertumsvereins.

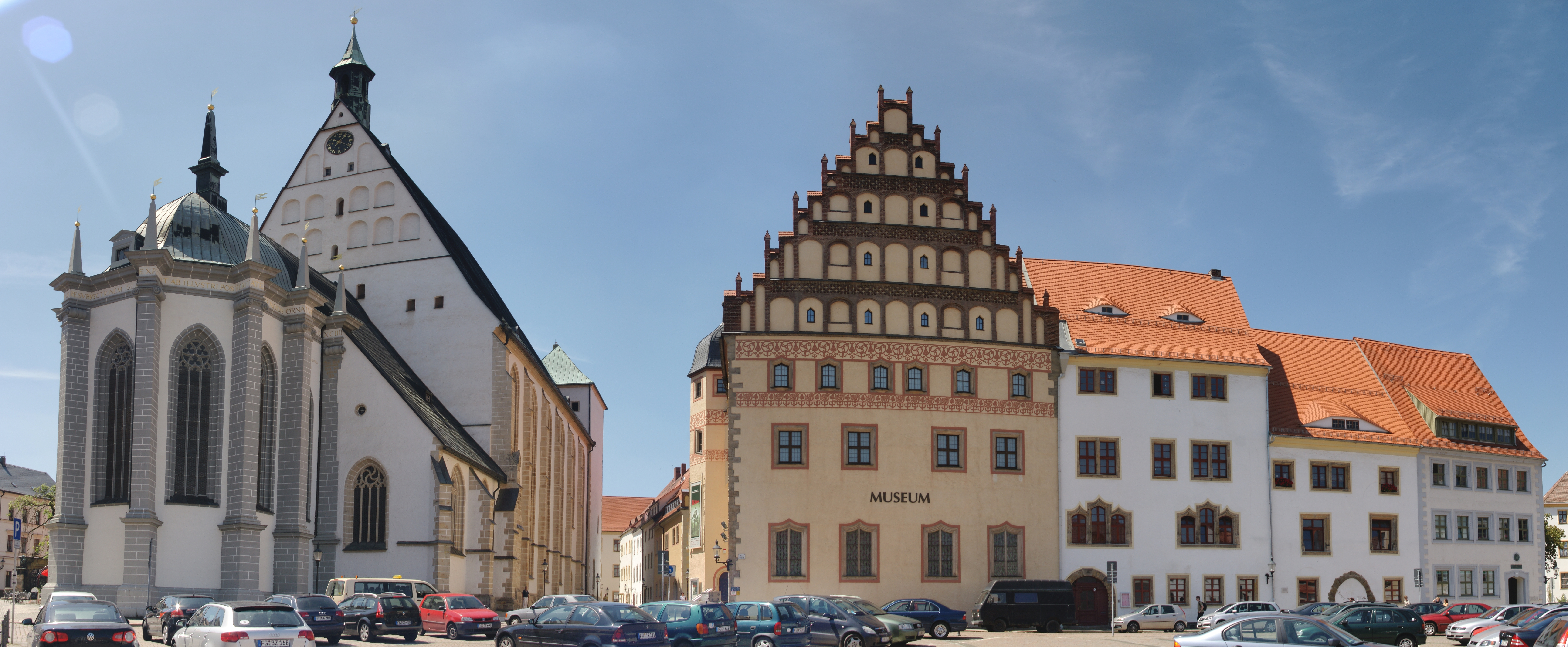
Freiberger Dom und das Stadt- und Bergbaumuseum am Untermarkt

Aus dem 1861 begründeten Museum, das die Altertumssammlung und die Bibliothek des Vereins der Öffentlichkeit zugänglich machte, ging das Stadt- und Bergbaumuseum Freiberg hervor. Diese Sammlung wuchs rasch an, sodass der Verein das von der Stadt sanierte alte Gebäude des Gymnasiums neben dem Freiberger Dom am Untermarkt erhielt, wo das Museum 1903 im Beisein des sächsischen Königs wiedereröffnet wurde.
Die Wiedergründung des Vereins erfolgte 1990; der erste Vorsitzende war Ulrich Thiel. Seit 2001 führt Jürgen Bellmann den Verein. Seither hat der Verein eine rege Publikationstätigkeit entwickelt:
- Mitteilungen des Freiberger Altertumsvereins
- Denkmaltopographie Freiberg (Beiträge, 3 Bände, Inventar 1 Band)
- Andreas-Möller-Geschichtspreis-Hefte
- Tagungsband Herzog Heinrich der Fromme (1473–1541).

Der Verein zeigt auch außerhalb Freibergs Initiative und veranstaltet seit 1995 einmal jährlich ein Treffen aller Ortschronisten des Landkreises Freiberg.